# Daniel Barrea
Daniel Barrea (Córdoba, Argentina; 22 de julio de 2001) es un futbolista argentino. Juega de delantero y su equipo actual es el Godoy Cruz de la Primera División de Argentina.

## Trayectoria
Formado en las inferiores del CA Belgrano, Barrea formó parte del plantel que ganó el ascenso en la Primera Nacional 2022. Luego de ser cedido a Godoy Cruz en 2023, firmó con el Tomba para 2024.

## Estadísticas
Actualizado al último partido disputado el 14 de diciembre de 2024.
| Club                  | Div.          | Temporada     | Liga  | Liga  | Copas nacionales | Copas nacionales | Copas internacionales | Copas internacionales | Total | Total |
| Club                  | Div.          | Temporada     | Part. | Goles | Part.            | Goles            | Part.                 | Goles                 | Part. | Goles |
| --------------------- | ------------- | ------------- | ----- | ----- | ---------------- | ---------------- | --------------------- | --------------------- | ----- | ----- |
| CA Belgrano Argentina | 2.ª           | 2022          | 1     | 0     | 0                | 0                | 0                     | 0                     | 1     | 0     |
| CA Belgrano Argentina | 1.ª           | 2023          | 9     | 0     | 2                | 1                | 0                     | 0                     | 11    | 1     |
| CA Belgrano Argentina | Total club    | Total club    | 10    | 0     | 2                | 1                | 0                     | 0                     | 11    | 1     |
| Godoy Cruz Argentina  | 1.ª           | 2023          | 11    | 1     | 0                | 0                | 0                     | 0                     | 11    | 1     |
| Godoy Cruz Argentina  | 1.ª           | 2024          | 30    | 3     | 2                | 0                | 1                     | 0                     | 33    | 3     |
| Godoy Cruz Argentina  | 1.ª           | 2025          | 0     | 0     | 0                | 0                | 0                     | 0                     | 0     | 0     |
| Godoy Cruz Argentina  | Total club    | Total club    | 41    | 4     | 2                | 0                | 1                     | 0                     | 44    | 4     |
| Total carrera         | Total carrera | Total carrera | 51    | 4     | 4                | 1                | 1                     | 0                     | 56    | 5     |

## Palmarés

### Títulos nacionales
| Título             | Club        | País      | Año  |
| ------------------ | ----------- | --------- | ---- |
| Primera B Nacional | CA Belgrano | Argentina | 2022 |